# رالف ريتشاردسون
السير رالف ديفيد ريتشاردسون (بالإنجليزية: Sir Ralph David Richardson)، وُلد يوم 19 ديسمبر عام 1902 وتوفي يوم 10 أكتوبر عام 1983، وكان ممثلًا إنكليزيًا ضمن الممثلين المهيمنين على المسرح البريطاني في منتصف القرن العشرين، بجانب من عاصرهم مثل بيغي أشكروفت، وجون غيلغد، ولورنس أوليفيه. عمل ريتشاردسون في الأفلام خلال أغلب فترات مسيرته المهنية، ولعب أكثر من ستين دورًا سينمائيًا. ومن خلفية فنية لا مسرحية، لم يفكر ريتشاردسون مطلقًا في العمل المسرحي حتى ألهمه إنتاج مسرحية هاملت بمدينة برايتون أن يكون ممثلًا. تعلم ريتشاردسون هذا الفن في عشرينيات القرن العشرين مع شركة سياحية، ولاحقًا مع مسرح برمنغهام. وانضم عام 1931 إلى شركة أولد فيك للإنتاج المسرحي، وغالبًا ما كان يؤدي أدوارًا شكسبيريةً. قاد ريتشاردسون هذه الشركة في الموسم التالي، خلفًا لغيلغد، الذي علمه الكثير عن إتقان الفن المسرحي. وبعد تركه للشركة، وصل ريتشاردسون إلى النجومية من خلال عدد من أعمال البطولة في مسارح وست إند ومسرح برودواي.
كان ريتشاردسون مديرًا مشاركًا لشركة أولد فيك بجانب لورنس أوليفيه، وجون بوريل خلال أربيعينيات القرن العشرين. وكانت أشهر أدواره هناك بير غنت وفالستاف. قاد ريتشاردسون مع اوليفيه الشركة إلى أوروبا وبرودواي في عامي 1945 و1946، قبل أن يثير نجاحهما الاستياء بين أعضاء مجلس إدارة شركة أولد فيك، ما أدى إلى طردهما عام 1947. وفي خمسينيات القرن العشرين، لعب ريتشاردسون، في مسارح وست إند أو في بعض رحلاته المسرحية، أعمالًا حديثةً وكلاسيكيةً، مثل الوريثة، والبيت في السابعة، وثلاث أخوات. استمر ريتشاردسون في العمل المسرحي والأفلام حتى قبل موته المفاجئ عن عمر الثمانين بفترة وجيزة. اشتُهر في السنوات الأخيرة بعمله في المسرح الوطني لبيتر هول وشراكته المسرحية المتكررة مع غيلغد. لم يُشتهر ريتشاردسون بأدائه للأدوار المأساواية الكبيرة في الكلاسيكيات، إذ كان يفضل بعض الأجزاء من الشخصيات في المسرحيات القديمة والحديثة.
بدأ عمل ريتشاردسون بالأفلام السينمائية في عام 1931. وتمكن من الحصول على أدوار بطولة بعدها بفترة وجيزة في أفلام بريطانية وأمريكية مثل أشياء قادمة لعام 1936، والمعبود الساقط لعام 1948، ورحلة اليوم الطويل إلى الليل لعام 1962، ودكتور جيفاغو لعام 1965. حصل ريتشاردسون على ترشيحات وجوائز في المملكة المتحدة، وأوروبا، والولايات المتحدة لأعماله المسرحية والسينمائية منذ عام 1948 حتى وفاته. رُشح ريتشاردسون مرتين لجائزة الاوسكار لأفضل ممثل مساعد، وكانت أول مرة لدوره في مسرحية الوريثة، ومرةً أخرى بعد وفاته لدوره في فيلمه الأخير غرايستوك: أسطورة طرزان، سيد القرود لعام 1984.
كان ريتشاردسون معروفًا بسلوكه الغريب، على المسرح وخارجه، وذلك على مدار حياته المهنية وبشكل متزايد في سنواته الأخيرة. وغالبًا ما كان يبدو منفصلًا عن الطرق التقليدية التي ينظر بها الناس إلى العالم، وكانت أعماله التمثيلية توصف دائمًا بأنها شاعرية وساحرة. 

## قائمة المصادر
- Gielgud, John: An Actor and His Time, Sidgwick and Jackson, London, 1979. ISBN 0-283-98573-9
- Hall, Peter: Diaries, Hamish Hamilton, London, 1984. ISBN 0-241-11285-0
- Tynan, Kenneth: Tynan on Theatre, Penguin Books, London, 1964
- Who's Who in the Theatre, fourteenth edition, Pitman, London 1967, ISBN 0-273-43345-8

## وصلات خارجية
- رالف ريتشاردسون على موقع IMDb (الإنجليزية)
- رالف ريتشاردسون على موقع الموسوعة البريطانية (الإنجليزية)
- رالف ريتشاردسون على موقع روتن توميتوز (الإنجليزية)
- رالف ريتشاردسون على موقع مونزينجر (الألمانية)
- رالف ريتشاردسون على موقع ألو سيني (الفرنسية)
- رالف ريتشاردسون على موقع ميوزك برينز (الإنجليزية)
- رالف ريتشاردسون على موقع تيرنر كلاسيك موفيز (الإنجليزية)
- رالف ريتشاردسون على موقع تيرنر كلاسيك موفيز (الإنجليزية)
- رالف ريتشاردسون على موقع أول موفي (الإنجليزية)
- رالف ريتشاردسون على موقع قاعدة بيانات برودواي على الإنترنت (الإنجليزية)
- رالف ريتشاردسون في موقع شاشة الإنترنت [الإنجليزية]‏ التابع لمعهد الفيلم البريطاني
- performances listed in the Theatre Archive, University of Bristol
- Richardson Archive نسخة محفوظة 21 سبتمبر 2021 على موقع واي باك مشين. في British Library Manuscripts Collections